# Włodzimierzec (gmina)
Włodzimierzec – dawna gmina wiejska istniejąca do 1939 roku w woj. poleskim/wołyńskim (obecnie na Ukrainie). Siedzibą gminy był Włodzimierzec, który początkowo stanowił odrębną gminę miejską.
Początkowo gmina należała do powiatu łuckiego. 12 grudnia 1920 r. została przyłączona do powiatu sarneńskiego pod Zarządem Terenów Przyfrontowych i Etapowych. 19 lutego 1921 r. wraz z całym powiatem weszła w skład nowo utworzonego województwa poleskiego. 1 stycznia 1926 roku część obszaru gminy Włodzimierzec przyłączono do gminy Horodziec. 18 kwietnia 1928 roku do gminy przyłączono część zniesionej gminy Bereźnica, natomiast z gminy wyłączono część obszaru, który przyłączono do gminy Rafałówka. 16 grudnia 1930 roku gmina wraz z całym powiatem sarneńskim została przyłączona do woj. wołyńskiego.
Według stanu z dnia 4 stycznia 1936 roku gmina składała się z 30 gromad.
Po wojnie obszar gminy Włodzimierzec wszedł w struktury administracyjne Związku Radzieckiego.